# Penovo, Kărdjali
Penovo (în bulgară Пеньово) este un sat în comuna Kărdjali, regiunea Kărdjali,  Bulgaria. 

## Demografie
Componența etnică a satului Penovo
     Turci (99,43%)
     Nicio identificare (0,56%)
     Altele (0%)
La recensământul din 2011, populația satului Penovo era de 177 locuitori. Din punct de vedere etnic, majoritatea locuitorilor (99,43%) erau turci. Pentru 0,56% din locuitori nu este cunoscută apartenența etnică.